# Coleophora picardella
Coleophora picardella é uma espécie de mariposa do gênero Coleophora pertencente à família Coleophoridae.